# Solovetskiklooster

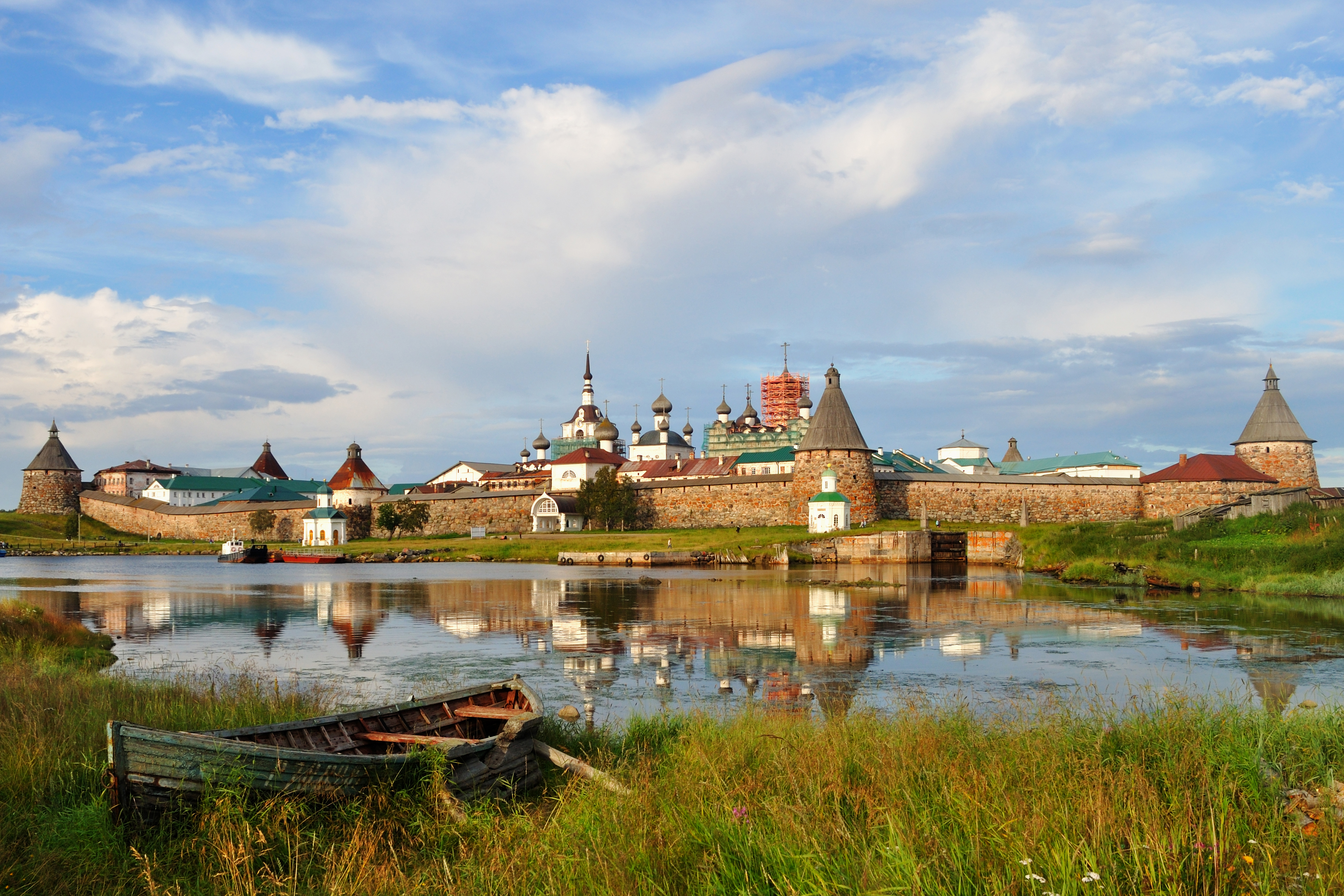
Het Solovetskiklooster

Het Solovetskiklooster is een gefortificeerd klooster, gelegen op een van de Solovetski-eilanden in de Witte Zee in het noorden van Rusland. Het werd gesticht in 1436, maar de meeste bouwwerken stammen uit de16e eeuw. Ten tijde van de Sovjet-Unie werd het complex gebruikt als gevangenis en werkkamp in het goelagsysteem.
In de 17e eeuw vond vanuit het klooster een grote opstand plaats tegen de patriarch Nikon van Moskou, waarbij ook piraten uit de gelederen van Stenka Razin zich aansloten.
Sinds 1992 is het klooster, samen met de archipel, opgenomen op de Werelderfgoedlijst van UNESCO. In datzelfde jaar werd een deel van het complex opnieuw als klooster in gebruik genomen.
- International Standard Name Identifier: 0000 0001 2253 8395
- Library of Congress Control Number: n83140795
- Nationale Bibliotheek van Letland: 000158557
- MusicBrainz: e54b001a-0696-427c-9f76-b8bc0e51a7fc
- Nationale Bibliotheek van Tsjechië: kn20030401008
- Nationale Bibliotheek van Israël: 987007390534405171
- LIBRIS: 254474
- Système universitaire de documentation: 176359184
- Virtual International Authority File: 127147883